# Wieczór kawalerski (film 1957)
Wieczór kawalerski (ang. The Bachelor Party) – amerykański film z 1957 roku w reżyserii Delberta Manna.

## Nagrody i nominacje
| Nazwa nagrody | Wygrane            | Nominacje                                         |
| Oscar         | 1958 bez rezultatu | 1958 Najlepsza aktorka drugoplanowa Carolyn Jones |
| BAFTA         | 1958 bez rezultatu | 1958 Najlepszy film z jakiegokolwiek źródła       |
| Złota Palma   | 1958 bez rezultatu | 1958 Udział w konkursie głównym Delbert Mann      |